# Muñopepe
Muñopepe település Spanyolországban, Ávila tartományban. Muñopepe Padiernos, Casasola, Salobral és La Serrada községekkel határos. Lakosainak száma 104 fő (2024).

## Népesség
A település népessége az utóbbi években az alábbiak szerint változott:
| Lakosok száma | 104  | 104  | 108  | 104  | 102  | 116  | 110  | 100  | 99   | 104  |
|               | 2001 | 2004 | 2006 | 2009 | 2011 | 2014 | 2016 | 2019 | 2021 | 2024 |